# Winorośl

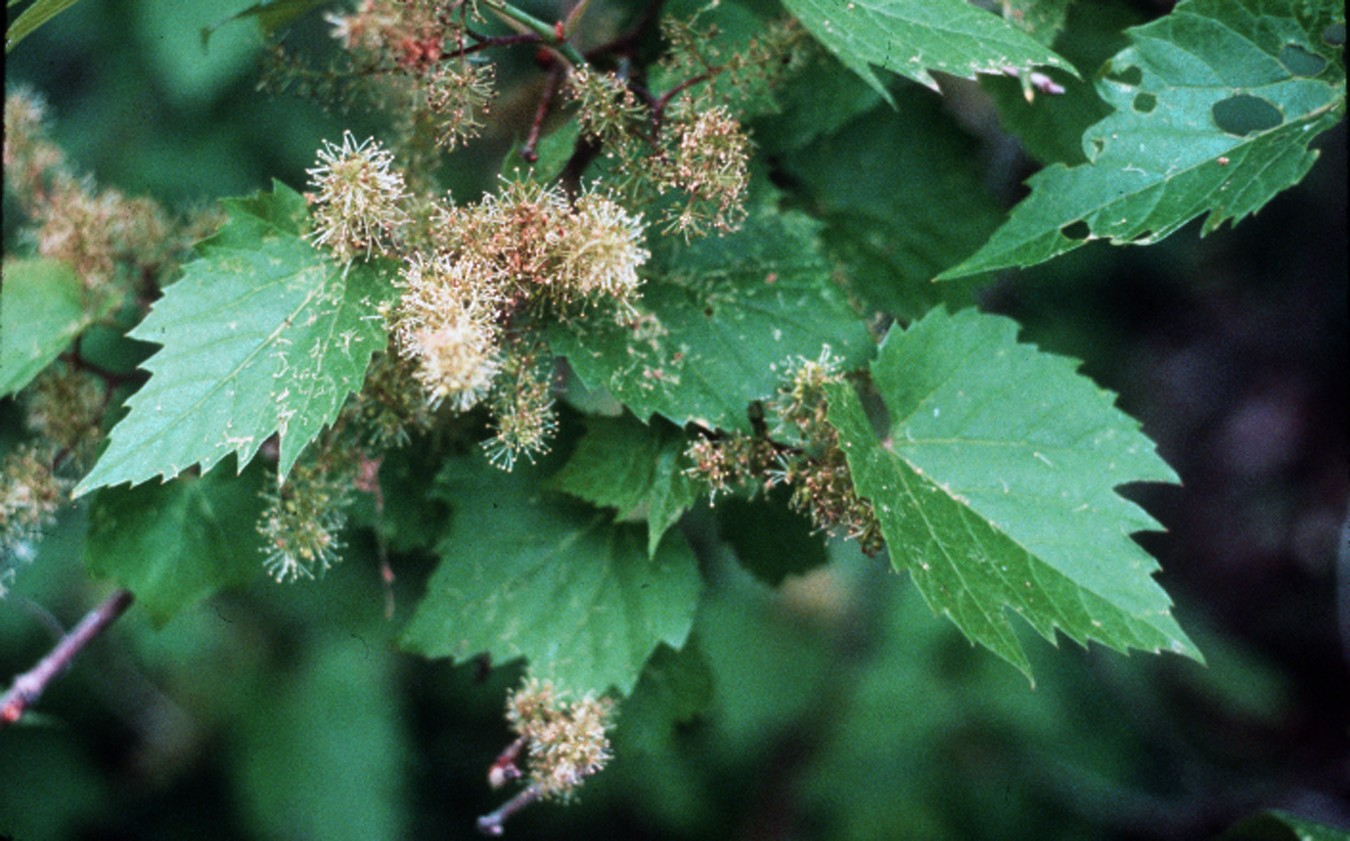
Kwitnąca winorośl pachnąca

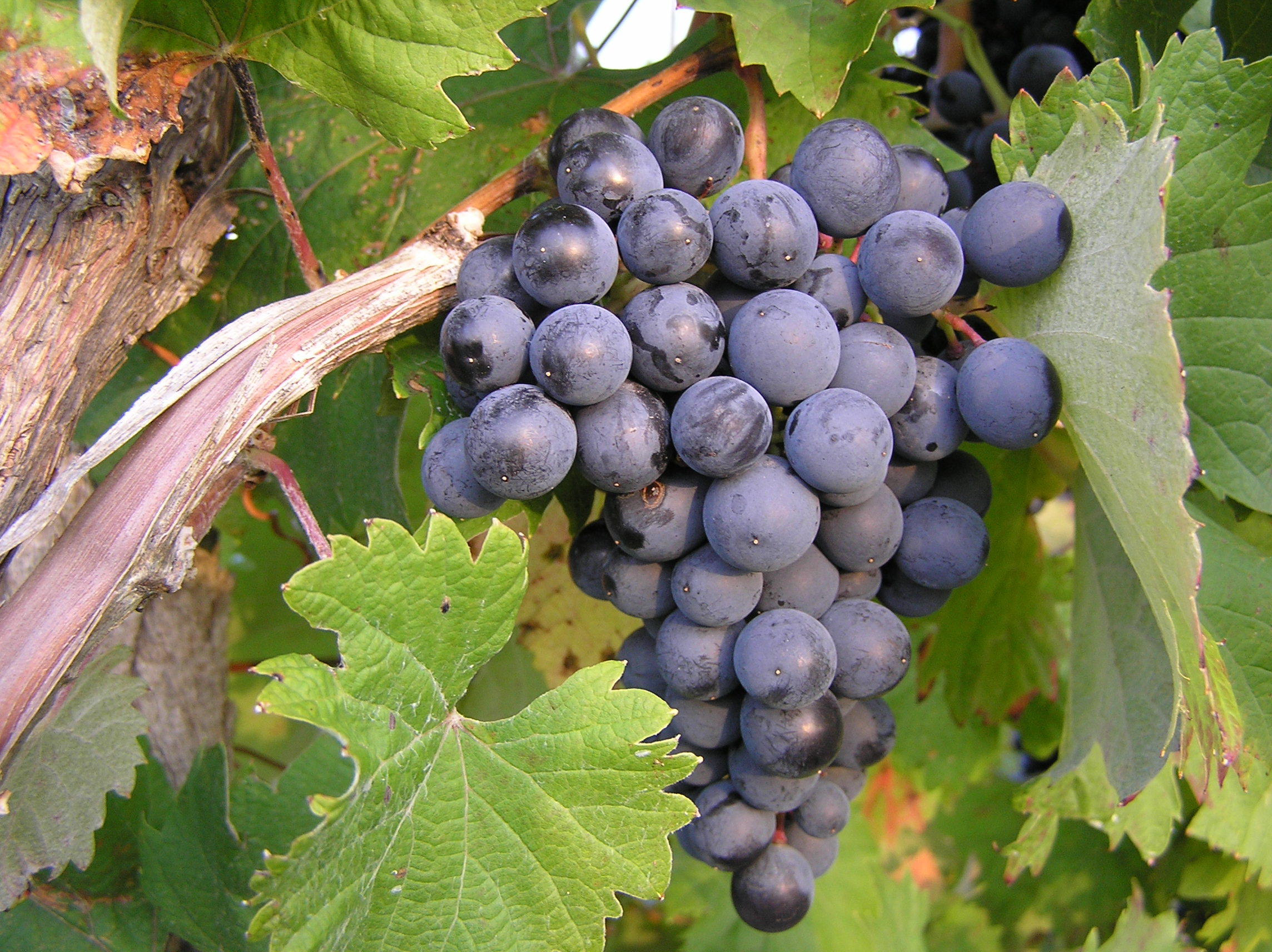
Owoce winorośli właściwej

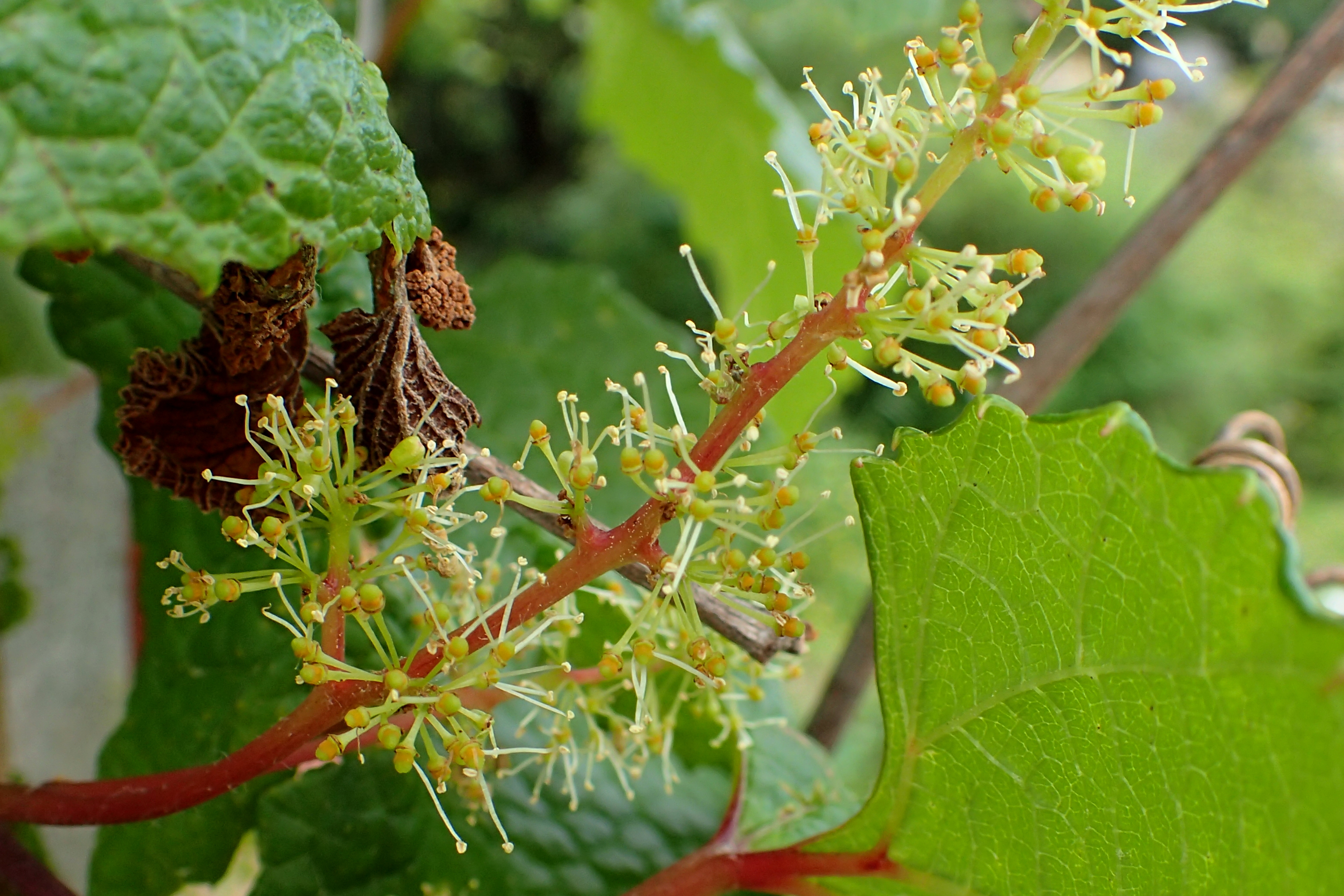
Winorośl amurska

Winorośl (Vitis L.) – rodzaj pnączy z wąsami czepnymi z rodziny winoroślowatych, obejmujący 76 gatunków. Występują one w strefie klimatu umiarkowanego półkuli północnej, nieliczne rosną także w strefie subtropikalnej. Największe zróżnicowanie gatunkowe jest na obszarze Chin (30 endemitów) oraz we wschodniej części Ameryki Północnej. Rośliny te rosną na terenach skalistych w formacjach zaroślowych i leśnych, nierzadko wspinając się w nich wysoko na drzewa.
Wielkie znaczenie użytkowe ma winorośl właściwa V. vinifera uprawiana od ponad 5 tys. lat dla soczystych jagód. Niektóre odmiany tego gatunku i inne gatunki z rodzaju (np. winorośl japońska V. coignetiae) uprawiane są także jako rośliny ozdobne. 

## Morfologia
PokrójDrewniejące liany wspinające się na wysokość do ponad 20 m i osiągające długość do 50 m.
ŁodygaDługowieczne, zdrewniałe pędy pnące się lub płożące. Kora zwykle łuszcząca się i odpadająca. Na zakończeniach osi pędu powstają pędowe wąsy czepne, po czym spychane są na bok przez kontynuujące wzrost odgałęzienie boczne.
LiściePojedyncze, zwykle 3- do 5-klapowe, czasem dłoniastozłożone. Przylistki szybko odpadające.
KwiatyDrobne, rozdzielno- lub obupłciowe zebrane w groniaste kwiatostany. Kwiaty 5-krotne. Kielich kubeczkowaty z drobnymi działkami. Płatki korony połączone wierzchołkami, odrzucane są razem podczas rozwoju pręcików. Pręciki naprzeciwległe względem płatków, nie rozwijają się lub szybko odpadają w kwiatach żeńskich. Kwiaty zawierają okazały krążek miodnikowy kolisty lub 5-płatowy. Słupek pojedynczy z cienką szyjką z rozszerzonym nieco znamieniem.
OwoceKuliste jagody nazywane winnymi jagodami zebrane w grona zwane winogronami. Jagody zawierają od 2 do 4 nasion. Nasiona są jajowate i jajowato-eliptyczne.

## Systematyka
Jeden z 14 rodzajów w obrębie podrodziny Viticoideae Eaton w rodzinie winoroślowatych (Vitaceae).
Wykaz gatunków
- Vitis acerifolia Raf.
- Vitis aestivalis Michx. – winorośl letnia
- Vitis amurensis Rupr. – winorośl amurska
- Vitis arizonica Engelm.
- Vitis baihuashanensis M.S.Kang & D.Z.Lu
- Vitis balansana Planch.
- Vitis bashanica P.C.He
- Vitis bellula (Rehder) W.T.Wang
- Vitis berlandieri Planch. – winorośl wapniolubna
- Vitis betulifolia Diels & Gilg
- Vitis biformis Rose
- Vitis blancoi Munson
- Vitis bloodworthiana Comeaux
- Vitis bourgaeana Planch.
- Vitis bryoniifolia Bunge
- Vitis californica Benth.
- Vitis cardiophylla F.Muell.
- Vitis × champinii Planch.
- Vitis chunganensis Hu
- Vitis chungii F.P.Metcalf
- Vitis cinerea (Engelm.) Millardet – winorośl popielata
- Vitis coignetiae Pulliat ex Planch. – winorośl japońska
- Vitis davidi (Rom.Caill.) Foëx
- Vitis × doaniana Munson ex Viala
- Vitis erythrophylla W.T.Wang
- Vitis fengqinensis C.L.Li
- Vitis flavicosta Mickel & Beitel
- Vitis flexuosa Thunb.
- Vitis giradiana Munson
- Vitis hancockii Hance
- Vitis heyneana Schult.
- Vitis hissarica Vassilcz.
- Vitis hui W.C.Cheng
- Vitis jaegeriana Comeaux
- Vitis jinggangensis W.T.Wang
- Vitis jinzhainensis X.S.Shen
- Vitis labrusca L. – winorośl lisia, w. labruska
- Vitis lanceolatifoliosa C.L.Li
- Vitis longquanensis P.L.Chiu
- Vitis luochengensis W.T.Wang
- Vitis menghaiensis C.L.Li
- Vitis mengziensis C.L.Li
- Vitis metziana Miq.
- Vitis monticola Buckley
- Vitis mustangensis Buckley
- Vitis nesbittiana Comeaux
- Vitis × novae-angliae Fernald
- Vitis novogranatensis Moldenke
- Vitis nuristanica Vassilcz.
- Vitis palmata Vahl
- Vitis pedicellata M.A.Lawson
- Vitis peninsularis M.E.Jones
- Vitis piasezkii Maxim.
- Vitis pilosonervia F.P.Metcalf
- Vitis popenoei J.L.Fennell
- Vitis pseudoreticulata W.T.Wang
- Vitis qinlingensis P.C.He
- Vitis retordii Rom.Caill. ex Planch.
- Vitis riparia Michx. – winorośl pachnąca, w. nadbrzeżna
- Vitis romanetii Rom.Caill.
- Vitis rotundifolia Michx.
- Vitis rupestris Scheele – winorośl piaskowa, w. skalna
- Vitis ruyuanensis C.L.Li
- Vitis saccharifera Makino
- Vitis shenxiensis C.L.Li
- Vitis shuttleworthii House
- Vitis silvestrii Pamp.
- Vitis sinocinerea W.T.Wang
- Vitis sinoternata W.T.Wang
- Vitis tiliifolia Humb. & Bonpl. ex Schult.
- Vitis tsoi Merr.
- Vitis vinifera L. – winorośl właściwa, w. winna, latorośl winna
- Vitis vulpina L. – winorośl zimowa, w. truskawkowa
- Vitis wenchowensis C.Ling
- Vitis wenxianensis W.T.Wang
- Vitis wuhanensis C.L.Li
- Vitis xunyangensis P.C.He
- Vitis yunnanensis C.L.Li
- Vitis zhejiang-adstricta P.L.Chiu